# Франсуа Дарлан
Франсуа Дарлан (фр. François Darlan; 7 серпня 1881, Нерак, Лот і Гаронна — 24 грудня 1942, Алжир, Французький Алжир) — французький політичний та військовий діяч, адмірал флоту військово-морських сил Франції. Учасник Першої та Другої світових війн. На початок війни був головнокомандувачем французького флоту. З червня 1940 року після підписання договору з Німеччиною, в Уряді Віші, заступник маршала Филипа Петена. З початком вторгнення союзних військ до Французької Північної Африки перейшов на бік англо-американської коаліції, керував підтримкою з боку французьких військ дій союзників. Через два місяці застрелений в Алжирі.

## Біографія

### Служба Французькій республіці
Жан Луї Хав'єр Франсуа Дарлан народився 7 серпня 1881 року у місті Нерак (сучасний департамент Лот і Гаронна), у родині, яка мала тривалі стосунки з французьким флотом. Його прадід загинув у битві при Трафальгарі, його батько Жан-Батист Дарлан був адвокатом та політиком, що працював у кабінеті Ж. Мелена в міністерстві юстиції. Хресним батьком Франсуа був Жорж Лейг, батьківський колега по службі у військово-морському міністерстві Франції.
1902 році випустився з Еколь-Наваль, військово-морської академії французького флоту. В роки Першої світової війни командував артилерійською батареєю у битві під Верденом. У післявоєнний час командував навчальними кораблями «Жанна Д'Арк» та «Едгар Кіне».
У 1929 році підвищений у контр-адмірали. 1930 році брав участь у складі французької комісії в Лондонській морській конференції. 1934 році призначений командиром Атлантичної ескадри з базуванням у Бресті. 1 січня 1937 року став начальником штабу французького флоту. На цій посаді докладав багато зусиль у відбудові французького флоту на фоні наростання бойового потенціалу Крігсмаріне та Регіа Маріна. У 1939 році підвищений в адмірали флоту.
З вересня 1939 року, з початку Другої світової війни, Ф.Дарлан — головнокомандувач французьких військово-морських сил.

### Уряд Віші
Адмірал Ф.Дарлан брав участь у підготовці та проведенні операції ВМС у ході війни. Однак, 3 червня 1940 року, після нищівного розгрому французької армії вермахтом у блискавичній кампанії, він пригрозив, що особисто очолить повстання та поведе флот Франції під британськими прапорами на битву з нацистами, в разі якщо буде підписаний договір про капітуляцію країни. 12 червня на конференції в Бріарі французький воєначальник особисто обіцяв британському прем'єр-міністру В.Черчиллю, що жоден французький корабель не потрапить у руки німців. Навіть 15 числа він прилюдно виступив, заявляючи, що підписання такого договору з гітлерівцями — це ганьба нації.
Однак, 15 червня на голосуванні кабінету міністрів Франції адмірал флоту Ф.Дарлан виступив всупереч своїх слів, підтримавши умови договору про капітуляцію в разі недопущення потрапляння французьких кораблів нацистам.
16 червня з Британії надійшла телеграма В.Черчилля зі згодою на мирний договір між Францією та Німеччиною (країни мали між собою домовленість, що не шукатимуть сепаратної угоди в будь-якій ситуації). Але пропозиція британського прем'єра вивести французький флот до портів Англії була відхилена особисто Ф.Дарланом, який вважав, що це залишить Францію беззахисною.
Того ж дня, прем'єр-міністр Франції Поль Рейно подав у відставку зі своїм кабінетом, Філіпп Петен почав формування нового уряду країни та шукати шляхи підписання угоди про перемир'я з Німеччиною. Ф.Дарлан зайняв посаду морського міністра в уряді Петена.
18 червня 1940 року він дав слово честі британському першому морському лорду серу Д.Паунду, що не дозволить, щоб французькі кораблі були захоплені німцями.
22 червня уряд Ф.Петена підписав мирний договір з Німеччиною; за умовами угоди Франція втратила більшу частину своєї території. На початку липня знов сформований кабінет міністрів переїхав до невеликого містечка в центрі Франції — Віші. Пізніше у спогадах Черчилль писав, що Дарлан міг стати головою опереткової «Вільної Франції», якби він покинув країну в цей час.
За умовами договору французький флот мав бути демобілізований та під наглядом німецьких представників зобов'язаний роззброїти власні кораблі. Як відмітив прем'єр-міністр В.Черчилль, це значило, що один з найпотужніших флотів у світі переходив під німецький контроль. Дарлан віддав наказ ВМС перевести всі кораблі з атлантичного узбережжя до портів у французьких колоніальних володіннях, переважно у Північній та Західній Африці. Незважаючи на палкі запевнення командувача французьким флотом, В.Черчилль мав великі сумніви щодо подальшої долі ВМС Франції; він вважав, що під тиском німців політики вішістського уряду можуть дати команду на застосування потужного флоту проти колишніх союзників по антигітлерівській коаліції. Невпевненості додавало те, що Ф.Дарлан постійно відхиляв пропозицію британців перевести весь французький флот до британських баз або щонайменше передислокувати їх до Французької Вест-Індії. Відсутність довіри до вішістської влади спонукала британське командування вжити жорстоких та рішучих заходів.
3 липня 1940 року Королівський флот провів операцію «Катапульта» — раптову атаку на французькі кораблі, що дислокувалися в портах Північної Африки, головним чином на Мерс-ель-Кебір.
Наслідками проведення такої «каральної» та підступної операції стало те, що французькі війська, лояльні Віші, стали більш тісно взаємодіяти з нацистами та чинити запеклий опір при наступі союзників на французьких землях і в колоніях. Морський міністр Франції втратив довіру до британців і, очікуючи, що німці безумовно виграють цю війну, всерйоз розглядав можливість ведення війни на морі проти колишніх союзників. Разом з тим, як і обіцяв Ф.Дарлан, жоден капітальний корабель не потрапив у руки німців, лише три есмінці та декілька десятків субмарин і невеликих кораблів перейшли під їхній контроль.

### В уряді Петена

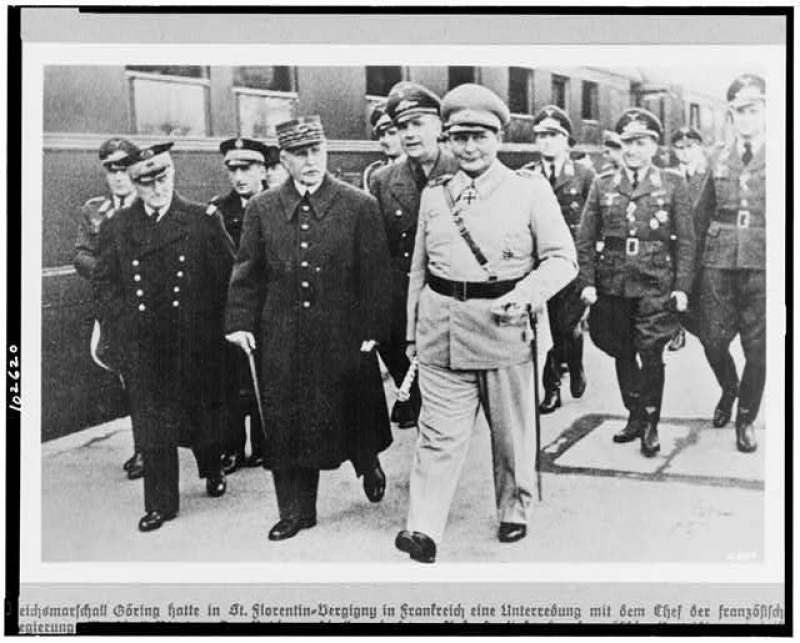
Франсуа Дарлан (крайній ліворуч) та Філіпп Петен на зустрічі з Германом Герінгом, 1941

Незабаром, попри своєму критичному ставленню до політики маршала Ф.Петена, поступово Ф.Дарлан перетворився на найближчого та найвірнішого спільника керівника Франції. З лютого 1941 року він став віце-президентом Ради прем'єр-міністра Франції, очолював міністерства закордонних справ, внутрішніх справ та національної оборони, ставши де-факто при старезному герої Першої світової війни, найголовнішою політичною фігурою в уряді Віші. Більш того, 11 лютого, у відповідності до Акту № 4 французької конституції Ф.Дарлан офіційно був оголошений наступником Ф.Петена.
У цей час, особисто Ф.Дарлан неодноразово пропонував А.Гітлеру активну воєнну допомогу у бойових діях проти Британії. Але, голова Райху не довіряв нікому з французів і визнавав за краще залишати Францію нейтральною.
Водночас, у червні-липні 1941 року після перемоги британських військ у Сирійсько-Ліванській кампанії та провалі бліцкригу на Східному фронті проти большевицької Росії, Ф.Дарлан почав уникати висловлювань проти союзників та поступово дистанціюватися від політики підтримки німців.
Перебуваючи певний час на вищих посадах та маючи фактично безмежну владу, Ф.Дарлан заснував своє коло послідовників, спираючись на тих посадовців, кому особисто довіряв. Спрокволу він призначив на ключові посади в армійських формуваннях та на флоті, що базувалися у французьких колоніях, офіцерів, відданих йому особисто.
Але, німці не відчуваючи повну довіру до французького адмірала, чинили тиск, і у квітні 1942 року Лаваль, котрий вважався більш надійним, ніж Ф.Дарлан, примусив останнього звільнити низку своїх ставлеників з міністерських посад. Тому довелося підкоритися, але він зберіг за собою посаду головнокомандувача французьких збройних сил.

### Останні дні
7 листопада 1942 року, французький адмірал флоту прибув до Алжиру відвідати свого сина, що був госпіталізований з поліомієлітом. Ф.Дарлан не знав, що наступного дня союзники розпочинають морську десантну операцію «Смолоскип» з висадкою десантів у Французькій Північній Африці. Вночі 7-8 листопада передові сили французького руху опору (не пов'язаного з «Вільною Францією») у кількості близько 400 погано озброєних осіб узяли місто Алжир під свій контроль; несподівано для себе вони захопили головнокомандувача вішістської Франції.
При плануванні вторгнення в Марокко та Алжир, вище командування союзних військ не очікувало значного опору з боку французьких сил у цих колоніях, сподіваючись, що більшість французів прийме командування генерала Анрі Жиро, який діяв разом з союзниками. Навдивовижу, французькі частини повсюди чинили спротив, вступаючи в бій з англо-американським морським десантом. Більш того, вони абсолютно не підкорялися командам А.Жиро, який не мав ніяких повноважень ними командувати. Союзне командування пішло на угоду з Ф.Дарланом, який мав офіційний статус віддавати накази своїм військам. Д.Ейзенхауер вже по ходу розвитку ситуації визнав його головнокомандувачем усіма французькими силами на півночі Франції та навіть погодився 14 листопада визнати Ф.Дарлана головою перехідного уряду у Західній та Північній Африці. У свою чергу французький адмірал віддав наказ припинити опір та приєднатися до англо-американських сил.
У той же час, імідж Ф.Дарлана був зіпсований його попередньою колабораціоністською співпрацею з нацистами. Тому угода з ним викликала багато нарікань з боку багатьох, у першу чергу французькі патріоти «Вільної Франції» на чолі з де Голлем були цим дуже розлючені. Так само відреагували інші учасники руху боротьби проти німецької окупації. Деякі американські та британські високопосадовці відмовлялися мати справу з ним; західна преса була обурена.
Ф.Рузвельт виступив на захист змови, аргументуючи, що це було «тимчасове рішення, прийняте в умовах складної обстановки». В.Черчилль також підтримав такий зговір і сказав, «якщо це не було зовсім правильним, принаймні французькі рушниці наведені ні на союзників, а на німців».
«Змова з Ф.Дарланом» ще більше розлютила Берлін і його ставлення до уряду Віші. Хоча Ф.Петен своїм указом зняв адмірала з усіх посад та відправив наказ французькій армії в Африці битися до кінця, його попросту проігнорували.
Німці поступили більш прямолінійно: вони окупували 40 % Франції, що залишалися під контролем Віші. Проте, головне завдання німецькі військові провалили — при захопленні військово-морської бази в Тулоні, де зосереджувалися всі основні капітальні кораблі французького флоту, вони згаяли час і 27 листопада французькі моряки затопили весь свій флот.
24 грудня 1942 року Фернан де Ла Шапель, 20-річний син французького журналіста, ярий противник режиму Віші, застрелив адмірала флоту Ф.Дарлана в його штаб-квартирі в Алжирі. Вбивцю негайно заарештували, віддали під суд, який присудив Ф.де Ла Шапеля до страти. 26 грудня той був розстріляний.
Адмірал флоту Франції Франсуа Дарлан не був популярною фігурою серед союзних лідерів — його вважали надмірно пихатим та помпезним. Так, на честь святкування перемоги Наполеона в битві під Аустерліцом, він забажав від генерала Д.Ейзенхауера 200 гвардійців та гренадерів для почесної варти. Коли він помер, хтось з британців висловився: «жодної сльозинки не пролилося». Радник В.Черчилля у Д.Ейзенхауера Г.Макміллан описав так: «одного разу продавшись, він залишився проданим».